# 조 카리데스
조이 커리디스(Zoe Carides, 1962년 2월 19일 ~ )는 오스트레일리아의 배우이다.

## 출연 작품
- 알렉스 & 이브 (2015)
- 더 라스트 타임 아이 써 마이클 그레그 (2011)
- 낫 이븐 어 마우스 (2010)
- 올 세인츠 (1998)
- 폴리스 129 (1994)
- 광란의 168시간 (1993)
- 카다치아 (1988)